# 巴古比如字那寺
巴古比如字那寺，位于西藏自治区拉萨市尼木县塔荣镇巴古村，是一座藏传佛教寺院。

## 简介
巴古比如字那寺位于尼木县境内。到21世纪初，已经有1200年历史。该寺的主要建筑有经堂、佛殿、护法神殿、僧舍等等。该寺附近有莲花生曾经修行的3个修行洞。
2008年6月25日，中共西藏自治区党委副书记张裔炯在西藏自治区副主席、中共拉萨市委书记秦宜智的陪同下，来到尼木县调研基层党组织建设及发展稳定等工作。张裔炯一行到比如寺调研时，巴古村村委会主任、比如寺民管会主任旦珍介绍称，比如寺民管会对寺院的日常管理中，注意建章立制，经常对僧尼进行爱国主义教育和法制教育，比如寺近年来持续稳定。张裔炯一行还查看了政府帮比如寺修建的蔬菜大棚及沼气。